# Assedio di Milano (1523)
L'assedio di Milano del 1523 fu un episodio militare della guerra d'Italia del 1521-1526. La guarnigione della città guidata da Prospero Colonna riuscì a resistere per quasi due mesi ad un assedio portato da un esercito francese numericamente superiore al comando del Gran Ammiraglio Guillaume Gouffier de Bonnivet, che alla fine rinunciò all'impresa per l'impossibilità di affamarla e il rischio di essere a sua volta tagliato fuori dai rifornimenti.

## Antefatti
Nell'estate del 1523 re Francesco I di Francia avviò una nuova campagna militare volta alla riconquista del Ducato di Milano, perso l'anno precedente (eccetto alcuni castelli e piazzeforti) in seguito alla disfatta subita alla battaglia della Bicocca. I francesi riuscirono a convincere la Confederazione Elvetica ad appoggiarli ancora una volta nell'impresa con un esercito di circa 20 000 uomini e a bloccare i passi montani affinché il Ducato non fosse soccorso dai lanzichenecchi, sebbene il Cantone di Zurigo si opponesse a tale decisione. In agosto un esercito di circa 18 000 uomini marciò verso la Val di Susa ma alla fine del mese, quando Francesco I era ormai giunto ad Embrun, apprese della rivolta di Carlo III di Borbone-Montpensier che si era alleato con Carlo V ribellandosi alla sua autorità. Fu così costretto a tornare indietro con parte delle truppe e affidò il comando della campagna militare a Guillaume Gouffier de Bonnivet, Ammiraglio di Francia.
A Milano in quegli stessi giorni il duca Francesco II Sforza era appena sopravvissuto ad un attentato da parte di Bonifacio Visconti mentre stava cavalcando sulla strada che collegava la capitale del Ducato a Monza e aveva fatto arrestare alcuni dei congiurati. Prospero Colonna, capitano generale delle forze imperiali, era spesso costretto a letto da una patologia che gli causava gravi sintomi gastrointestinali e talvolta colpi apoplettici. In ogni caso, consapevole delle mosse del re francese, il Duca aveva inviato messi e denaro in Germania per reclutare 6 000 lanzichenecchi e aveva fatto condurre a Milano e Pavia le vettovaglie necessarie per resistere ad un lungo assedio.
Il 5 settembre il Colonna si riprese e marciò alla testa di 6 000 fanti e 1 000 cavalieri pesanti italiani verso le sponde del Ticino inviando 2 000 fanti spagnoli per presidiare Novara ed altrettanti per difendere Alessandria. Il suo obiettivo era di temporeggiare, impedendo il passaggio del fiume al nemico sino all'arrivo dei lanzichenecchi, 4 000 dei quali stavano scendendo dalla Val Camonica mentre gli altri 2 000 erano accampati attorno a Trento. I francesi guidati dal Bonnivet nel frattempo avevano valicato le Alpi, percorso la Val di Susa e si erano accampati tra Torino ed Asti con 12 000 fanti e 800 lance. Gli svizzeri, dopo essersi radunati a Bellinzona, avevano raggiunto Ivrea ed erano in attesa della paga per congiungersi ai francesi.
Il 13 settembre i francesi, dopo essersi uniti agli svizzeri nel vercellese, raggiunsero le sponde occidentali del Ticino, piantarono l'artiglieria e iniziarono a tirare contro i nemici che si erano accampati sulla riva opposta presso Boffalora, sfruttando la posizione favorevole dovuta al fatto che l'argine occidentale era più alto di quello orientale. I genieri nel frattempo si accinsero a realizzare due o tre ponti di barche per poter attraversare il fiume che furono completati la sera stessa. Il Colonna, forse colto di sorpresa dalla rapidità di movimento e dall'intenzione di puntare direttamente su Milano o Pavia da parte dei francesi e restìo a rischiare una battaglia campale, tanto più contro un nemico in significativa superiorità numerica, decise prudentemente di ritirarsi da Boffalora e si attestò a Bereguardo, in attesa della successiva mossa del nemico.
Il 15 settembre il Colonna inviò Antonio de Leyva e Giovanni delle Bande Nere a presidiare Pavia con 2 000 fanti e qualche centinaio di cavalieri ciascuno e poi decise di ritirarsi a Milano. I francesi passarono il Ticino senza contrasto, presero Abbiategrasso e la sera si accamparono a Binasco, a metà strada tra Milano e Pavia.
Il 17 settembre i francesi inviarono 400 cavalleggeri sino al parco del Castello di Porta Giovia per ispezionare le difese della città ma Giovanni delle Bande Nere uscì a sua volta con i suoi cavalleggeri e li costrinse a ritirarsi fino a Binasco. 
Durante la notte il Colonna chiamò il popolo alle armi per verificare se fosse in grado di accorrere rapidamente alla difesa delle fortificazioni della città e i milanesi si fecero trovare pronti. Divise poi i 3 500 fanti spagnoli e i 4 000 lanzichenecchi in tre squadre comandate da lui stesso, dal Duca e da Girolamo Morone, ciascuno dei quali fu deputato alla difesa di una delle tre porte di maggiore rilevanza strategica: Porta Vercellina, Porta Ticinese e Porta Romana. Le altre porte e i borghi della città furono presidiati dai 2 500 fanti italiani che componevano le compagnie di ventura al soldo del Ducato di Milano, ciascuna si trovò così ad essere difesa da 200-500 fanti. La riserva sarebbe stata costituita da una milizia cittadina composta da 6 000 milanesi. La guarnigione di Milano restò sveglia tutta la notte ma i francesi per quel giorno non attaccarono.
Il 18 settembre i francesi iniziarono ad effettuare le spianate sul lato meridionale della città e si avvicinarono al borgo di Porta Ticinese. Temendo un assalto, la fanteria spagnola effettuò una sortita che diede luogo ad una prima scaramuccia in cui i francesi persero 60 uomini e gli spagnoli 18 tra morti e feriti.

## Assedio

### Preparazione
Il 19 settembre entrarono a Milano i restanti 2 500 lanzichenecchi. Per prepararsi all'imminente assedio il Colonna fece abbattere quelle case del borgo di Porta Romana che si trovavano fuori dalle fortificazioni e fece fare le spianate. I francesi dedicarono la giornata a deviare il corso del Naviglio Grande e della Martesana per impedire il funzionamento dei mulini ad acqua e a distruggere quelli presenti nei pressi di Porta Vercellina, Porta Ticinese, Porta Comasina e lungo il Lambro. Fecero inoltre passare oltre il Ticino i carriaggi e l'artiglieria e si accamparono tra Gaggiano e San Cristoforo sul Naviglio, a sud-ovest di Milano. Poco dopo il de Leyva uscì da Pavia, intercettò parte dei carriaggi, ne massacrò le guardie e a distrusse il più meridionale dei tre ponti realizzati sul Ticino.
Due giorni dopo le guarnigioni di Tortona e Alessandria, circa 2 000 fanti in tutto, fecero ingresso a Milano insieme ad alcuni rinforzi pontifici provenienti dalla Romagna. Insieme a queste città i francesi occuparono anche Monza, Novara e infine Lodi, precedentemente presidiata dal marchese Federico II Gonzaga.
Il 24 settembre 10 000 francesi e 14 pezzi d'artiglieria si mossero alla volta di Cremona per assediarla. I restanti si spostarono da San Cristoforo e Porta Ticinese accampandosi a 5 miglia a sud-ovest di Milano, presso Chiaravalle. Il borgo, famoso per la sua abbazia cistercense (in cui alloggiò il Bonnivet), per tutta la durata dell'assedio avrebbe rappresentato il quartier generale dei francesi.

### La battaglia di Trezzo
I milanesi nel frattempo dovettero far fronte all'impossibilità di macinare il frumento con i mulini ad acqua. Fecero pertanto entrare in città un gran numero di mole per poterlo macinare a mano, iniziarono la costruzione di alcuni mulini a la fogia di Puglia all'interno delle mura e ordinarono ai borghi di montagna di produrre quanta più farina possibile che sarebbe stata poi trasportata sotto scorta a Milano sulle strade che attraversavano Trezzo, Como e la Brianza. 
Il 1 ottobre, per cercare di interrompere la via di vettovagliamento che passava per Trezzo, Bernabò Visconti mosse da Cassano su Trezzo alla testa di 500 cavalieri e cercò di assaltare il borgo che tuttavia riuscì a resistere grazie alle buone fortificazioni. Decise allora di tendere un'imboscata appostandosi nei boschi vicini in attesa del successivo convoglio. Il giorno dopo Giovanni delle Bande Nere uscì da Milano e arrivò a Trezzo per scortare dei carri contenenti farina. Avendo appreso della presenza di cavalieri francesi nelle vicinanze, lasciò un distaccamento di 500 archibugieri nei boschi tra Trezzo e Vaprio d'Adda. Quando i francesi videro il convoglio, subito lo assaltarono, al che Giovanni li attirò nel luogo prestabilito facendoli cadere in un'imboscata nella quale la maggior parte di loro fu catturata o uccisa. Bernabò Visconti fu ferito ad un braccio.
La sera stessa Giovanni rientrò a Milano facendo sfilare carri e prigionieri tra le grida di giubilo del popolo. I francesi per rappresaglia giustiziarono tutti i prigionieri catturati sino a quel momento.

### Prime sortite
All'inizio di ottobre, mentre a Milano il pane non mancava e veniva venduto a prezzi solo leggermente più elevati del consueto, nell'accampamento francese iniziò ad esservi penuria di cibo, in parte a causa di un insufficiente vettovagliamento dovuto alle continue sortite da parte della guarnigione di Pavia e dei cavalleggeri di Giovanni delle Bande Nere, in parte per la carenza di vivandieri che non riuscivano a produrre abbastanza pane in loco. Il Bonnivet ordinò quindi ai suoi uomini di saccheggiare i borghi della campagna milanese e di trasportare tutto il bestiame al sicuro ad Abbiategrasso. Le ristrettezze e i ritardi nelle paghe furono però sufficienti a spingere una parte degli svizzeri a disertare in piccoli gruppi da 25-50 fanti e la restante a chiedere tre paghe per non tornare a casa e 10 pezzi d'artiglieria in ostaggio come garanzia che i francesi rispettassero i patti. 
Non potendo fare a meno di loro, i francesi dovettero cedere alle richieste. Se da una parte l'esercito francese si indeboliva per le diserzioni elvetiche, dall'altra però si rafforzava per l'arrivo di migliaia di fanti e alcune squadre di cavalieri guidate da Jacques de La Palice, Francesco di Borbone-Vendôme e Renzo degli Anguillara.
Il 10 ottobre lo spagnolo Hernando de Alarcón entrò a Milano e fece costruire un alto bastione nei pressi di Porta Romana, vi piazzò alcuni pezzi d'artiglieria e tirò contro l'accampamento svizzero che subì gravi danni. Gli svizzeri risposero al fuoco con i propri cannoni riuscendo a distruggere la fortificazione. Il giorno successivo lo spagnolo ne fece realizzare due e fece lo stesso per sei ore in direzione dell'accampamento francese. Una palla di cannone centro in pieno un nobile attendente del Bonnivet che si trovava in piedi accanto a lui.
Il 12 ottobre la fanteria spagnola, contravvenendo agli ordini, effettuò una grande sortita e si scontrò ferocemente con i francesi; vi furono molti morti e feriti da ambo le parti ma gli spagnoli riuscirono a ricondurre in città ben 120 cavalli, cosicché, dopo meno di un mese d'assedio, ai francesi erano già stati catturati oltre 700 cavalli.

### I tentativi di affamare la città
I francesi si resero conto che in ragione delle dimensioni della città, delle fortificazioni e della numerosa guarnigione difficilmente avrebbero potuto catturare Milano con un assalto e che dovevano impiegare al meglio le loro forze per bloccare tutte le vie d'approvvigionamento della città, costringendola alla resa per fame. Ritirarono pertanto una parte delle truppe inviate a Cremona, saccheggiarono la Gera d'Adda catturando Treviglio e Caravaggio, poi si attestarono a Cassano e da lì iniziarono ad intavolare trattative con i nobili brianzoli affinché impedissero il passaggio di provviste dirette a Milano attraverso la loro terra. Allo stesso modo, Milano sapeva che la vittoria passava dal costante approvvigionamento di viveri dal resto del Ducato. Il 19 ottobre il Colonna, sufficientemente in forze per montare a cavallo, uscì dalla città e raggiunse Federico II Gonzaga predisponendo un piano per interrompere le vie di vettovagliamento dei francesi che attraversavano il Ticino. Il marchese avrebbe dovuto condurre il suo esercito (4 000 fanti, 500 cavalleggeri, 300 cavalieri pesanti) a Pavia dove l'avrebbero raggiunto i 3 000 fanti spagnoli e i 100 cavalieri pesanti di Vitello Vitelli che erano appena sbarcati a Genova. Insieme ad essi e a parte della guarnigione pavese avrebbe poi dovuto attaccare il presidio francese presso Boffalora e distruggere il ponte, bloccando l'arrivo di rinforzi e vettovaglie da ovest. Al contempo lo Sforza diede il beneplacito per la cessione di Modena ad Alfonso II d'Este in cambio dell'appoggio dei 3 000 cavalieri di Guido Rangoni che avrebbero dovuto scacciare i francesi da Lodi o quantomeno presidiare Pizzighettone, bloccando ogni possibile approvvigionamento in favore dei francesi da sud-est.
Nella notte tra il 24 e il 25 ottobre gli spagnoli catturarono alcune sentinelle francesi appostate poco fuori le mura, le costrinsero sotto tortura a rivelare i loro nomi e si travestirono con i loro abiti. Un gruppo di loro uscì dalla città e giunto nei pressi dell'accampamento francese riuscì ad ingannare le guardie, ad introdurvisi e a cogliere di sorpresa i nemici, uccidendone 200-300 (a fronte di appena 12 perdite) prima che potessero riorganizzarsi per un contrattacco, dopodiché ripiegarono all'interno delle mura. Le cinque bandiere catturate durante la sortita furono esposte nel Duomo. Per rappresaglia i francesi incendiarono Rosate.
Dopo questo assalto i francesi provvidero a fortificare meglio l'accampamento pensando anche di renderlo adatto per passarvi l'inverno. Si innalzarono nuovi bastioni e si approntarono ripari, le tende furono in gran parte sostituite da baracche e casupole in legno, le trincee vennero estese fin quasi sotto le mura della città e collegate da strade coperte per proteggerle dal tiro dell'artiglieria e i soldati appostati nelle posizioni più avanzate scavarono profonde buche nel terreno. I soldati si trovarono tuttavia a fare i conti con le frequenti piogge autunnali che nel migliore dei casi rendevano l'accampamento una distesa di fango e li costringevano a dormire su pagliericci o tavole di legno e nel peggiore avrebbero potuto allagarlo completamente, rendendo difficoltosi i movimenti ed inutilizzabile l'artiglieria.
Tra il 25 e il 27 ottobre 6 000 fanti e 400 lance francesi occuparono Monza, Vimercate e il castello di Carimate, saccheggiando Cantù e i borghi circostanti. A questo punto i nobili della Brianza furono costretti a collaborare affinché i loro feudi non facessero la stessa fine sebbene non pochi preferirono rifugiarsi a Bergamo in territorio veneziano. L'iniziativa in effetti ridusse significativamente l'entrata di vettovaglie dalle porte settentrionali di Milano senza però riuscire ad affamare la città. Milano infatti, sebbene carente di vino e paglia, disponeva di scorte di frumento, riso e biada per due anni, riserve d'acqua sotterranee pressoché inesauribili, una grande quantità di bestiame e di polli ed era in grado di produrre farina avvalendosi di ben quattrocento macine a mano, senza contare i mulini a vento e qualche mulino ad acqua ancora in funzione presso il Lazzaretto.

### La congiura sventata
Non riuscendo a catturare la città né con le armi né con la fame, i francesi cercarono di prenderla a tradimento. Giovanni Niccolò dei Lanzi e Morgante da Parma, due capitani facenti parte della compagnia di ventura di Giovanni delle Bande Nere, vennero contattati da Ludovico Barbiano da Belgioioso e Pietro Francesco Barbiano da Belgioioso, fedeli alla causa francese e il primo fu invitato ad incontrarli in segreto nell'accampamento francese. Egli vi si recò e i tre pianificarono una congiura per ottenere il controllo di Porta Orientale. Il piano avrebbe dovuto essere attuato nella notte tra il 28 e il 29 ottobre, quando la guardia di un rivellino della porta sarebbe stata affidata a Morgante da Parma e ai suoi uomini. Il congiurato avrebbe dovuto appostare quattro sentinelle sul rivellino che al segno convenuto avrebbero introdotto alcuni fanti francesi, in attesa nell'oscurità ad un tiro d'arco dalle mura. Una volta entrati, tutti si sarebbero appuntati una croce bianca e una parte si sarebbe diretta alla porta dove avrebbe eliminato le guardie, sollevato il cancello e calato il ponte levatoio, facendo entrare le forze francesi.
Il Lanzi però confidò il piano ad un suo parente, un fante che militava nella compagnia di Stefano Colonna il quale lo rivelò al suo capo e questi allo Sforza che a sua volta ne informò Giovanni delle Bande Nere. Il Medici si recò a Porta Orientale e fece arrestare Morgante da Parma mentre il Lanzi riuscì a fuggire solo per essere catturato dalle guardie del Duca. I due, insieme a tre delle quattro sentinelle (una fuggì nell'accampamento francese) furono portati in una casa, gli vennero legate le mani dietro la schiena e vennero fatti sedere a piedi nudi sul pavimento; i piedi vennero poi fissati a delle tavole e furono torturati tramite delle torce di cera affinché rivelassero ogni dettaglio della congiura. I congiurati confessarono e si scoprì che al Lanzi e a Morgante era stata promessa una ricompensa di 5 000 ducati e una pensione annua di 500 ducati. Giovanni si recò allora a Porta Orientale insieme ai suoi uomini e cercò di attirare i francesi affinché cadessero in trappola ma quelli, avvertiti dalla sentinella sfuggita alla cattura, non si presentarono sotto le mura. La mattina del giorno successivo i congiurati furono giustiziati a colpi di picca dai fanti del Medici e i loro corpi furono poi appesi ad alcuni alberi sulla spianada che dava verso l'accampamento francese. Il Duca ricompensò il parente del Lanzi con 200 ducati, una pensione di ugual valore, una casa a Milano, la cittadinanza milanese e un posto nella propria guardia personale.

### La ritirata
Tra il 27 e il 29 ottobre le forze di Federico II Gonzaga e Vitello Vitelli arrivarono a Pavia. Il 1 novembre parte di queste truppe uscì dalla città e riuscì ad intercettare un grande convoglio di carri uccidendo circa 100 fanti della scorta, catturando un centinaio di cavalli ed appropriandosi delle vettovaglie.
Il 4 novembre Pierre Terrail de Bayard e Renzo degli Anguillara lasciarono Monza e si diressero rispettivamente a Trezzo e a Melegnano. Il cavaliere francese aveva infatti ricevuto delle lettere in cui il re ordinava di abbandonare l'assedio di Milano e ritirarsi in Francia per sedare la ribellione del Montpensier. L'Anguillara invece doveva far fronte al malcontento dei suoi uomini che intendevano tornare a casa dato che sotto le mura di Milano i francesi non compivano alcun progresso. Presto Monza fu di nuovo occupata dai soldati milanesi e ripresero i rifornimenti da Como e dalla Brianza.
Il 9 novembre l'esercito veneziano guidato dal provveditore Leonardo Emo, che sinora si era tenuto nel bresciano senza fornire aiuto ai milanesi come invece avrebbe dovuto da accordi, mosse su Treviglio costringendo alla resa la guarnigione francese, poi si accampò a Canonica d'Adda ed inviò a Milano 1 000 archibugieri al comando di Alessandro Donato.
Il 12 novembre Galeazzo Sanseverino e Luigi di Brézé chiesero ed ottennero un incontro con il Colonna, il Morone e l'Alarcón in una casa di uno dei borghi di Milano. Proposero una tregua di sei mesi durante la quale le terre ad est del Ticino sarebbero rimaste in possesso dello Sforza mentre quelle ad ovest sarebbero state occupate dai francesi. Il Colonna disse di non avere l'autorità per decidere in merito e che avrebbe dovuto ottenere il parere del Viceré di Napoli, Carlo di Lannoy. In ogni caso lo Sforza, una volta informato, rifiutò la proposta.
La sera del 14 novembre, dopo aver inviato i carriaggi e l'artiglieria oltre il Ticino, i francesi tolsero l'assedio e si diressero ad Abbiategrasso. Furono molte le ragioni che indussero i francesi ad abbandonare l'impresa oltre agli ordini ricevuti dal loro sovrano. Era infatti ormai autunno inoltrato, le temperature erano rigide e già da tre giorni stava nevicando abbondantemente su tutta la Pianura Padana, a fronte di ciò scarseggiava il legname per scaldarsi. Nell'accampamento vi era carestia di cibo tanto che con un soldo ormai si potevano acquistare appena 2 once di pane laddove a Milano allo stesso prezzo se ne acquistavano sedici. Tutti i tentativi di prendere Milano per fame interrompendo le vie di approvvigionamento erano falliti. L'esercito francese rischiava infine di essere tagliato fuori dalle piazzeforti piemontesi dalla guarnigione di Pavia.

## Conseguenze
Lo Sforza nei giorni successivi riprese il controllo del contado milanese e di parte della Gera d'Adda. I francesi prima di ritirarsi presso le sponde del Ticino affidarono la difesa di Lodi a 2 000 fanti e 70 lance guidate da Ludovico Barbiano da Belgioioso e Giovanni Antonio della Somaglia.